# Parathyma lingana
Parathyma lingana är en fjärilsart som beskrevs av Hans Fruhstorfer 1906. Parathyma lingana ingår i släktet Parathyma och familjen praktfjärilar. Inga underarter finns listade i Catalogue of Life.